# High-class (電視劇)
《High-class》，為韓國tvN於2021年9月6日起播出的月火連續劇，由《伊甸園之東》、《憤怒的媽媽》的崔秉吉導演與新人作家賢貞合作打造。本劇講述生活在韓國上層0.1%的女性們完美的生活，及其背後隱藏的謊言和偽善。
台灣由LINE TV、MyVideo、friDay影音、iQIYI國際版於2021年9月7日起每週二、三上午跟播。香港、新加坡由Viu每週一、二深夜上架。

## 演員陣容

### 主要人物
| 演員                    | 角色            | 年齡   | 介紹 | 粤語配音 | 國語配音 |
| 曹汝貞                  | 宋汝蔚          | 30後半 | 前律師事務所代表律師 被誣陷為殺害丈夫的兇手，一夜之間失去了一切。為了守護在噩夢般的生活中唯一的兒子，她走向了超豪華的國際學校，但母親們之間卻傳出了惡意的傳聞，成為爭論的中心人物。                                                             | 王綺婷   | 楊凱凱   |
| 金志秀                  | 南智善          | 40中旬 | 洛坎達飯店總裁兼首席執行官、HSC 國際學校 PTA 家長代表 掌控超豪華國際學校輿論的母胎金湯匙，雖然總是帶著優雅的微笑，其實是絕對不容許自己不順心的人物，主導著母親們排擠宋汝蔚的中心人物。                                                          | 程文意   | 陳美貞   |
| 河俊                    | 丹尼·吳/ 吳順尚 | 20後半 | 前冰球選手、HSC 國際學校體育老師 雖然小時候是備受矚目的加拿大冰球選手，但因受傷退出運動後，進入超豪華國際學校擔任教師，從而迎來了人生的拐點。光是登場就讓風大、石頭多、女人多的濟州島學校的女生們心動不已，是話題的中心也是隱藏祕密的神祕人物。 | 梁皓翔   |          |
| 朴涗診 （童年：景多恩） | 黃娜昀          | 30初   | J&Y 畫廊代表 唯一一位向受到排擠的宋汝蔚伸出援手的「單身媽媽」，她雖然是媽媽中最渺小的一位，卻是能笑著將想說的話都說出口的人。只有傳聞她是從香港回國，出身和背景都不為人知。                                                                     | 植婉雯   | 陳貞伃   |
| 孔賢珠                  | 車道英          | 30後半 | 韓國小姐出身的過氣演員、愛沙龍餐廳的共同代表 一直想得到某人的關心和關注，像影子一樣緊貼在南智善身邊，努力成為像她一樣真正的名人。 | 馮詠恩   | 陳貞伃   |

### 宋汝蔚周边人物
| 演員   | 角色   | 年齡 | 介紹 | 粤語配音 | 國語配音 |
| 張善律 | 安伊燦 | 8    | 宋汝蔚的兒子、HSC 國際學校 G1生 他總是以善良端莊的性格為周圍的人著想，失去父親後，決定要保護媽媽。安伊燦在學校裡不受歡迎，但幸運的是，同班的黃在仁伸出援手保護了他。     | 楊婉潼   | 陳美貞   |
| 金南喜 | 安智鎔 | 40初 | 資產營運公司 Myers Investments 代表、宋汝蔚的丈夫 1982年出生，他是一個非常愛妻子的完美丈夫、一個慈祥的父親。在他們結婚紀念日的那天晚上，他在遊艇上失蹤，他的死是一個謎…… | 柯偉聰   | 李世揚   |

### 南智善周邊人物
| 演員   | 角色   | 年齡 | 介紹 | 粤語配音 |
| 金智由 | 李俊熙 | 8    | 南智善的女兒、HSC 國際學校 G1生 她是南智善和第二任丈夫李廷宇的女兒。一個不耽誤學習、演奏樂器、鍛煉身體的王室少女，不斷地努力成為母親最好的女兒，勝過她的哥哥李俊模。她是被寵壞的女孩，她總是要成為最好的，否則她無法忍受。   | 何凱怡   |
| 崔輔根 | 李俊模 | 16   | 南智善的兒子、HSC 國際學校 G9學生會會長 他是南智善和第一任丈夫的兒子。與在學校不同，他是一個在家裡幾乎不說話的青春期男孩。他對試圖干涉和控制一切的母親有著強烈的怨恨，他無法依附於新的家庭，他是一個孤獨的男孩，心無處安放。 | 郭湛深   |
| 金榮在 | 李廷宇 | 40初 | 整形外科院長、南智善第二任丈夫 畢業於名牌大學醫學院整形外科，被稱為「黃金手」的業界第一人，江南著名的整形外科院長。是個溫和、性格的愛妻家。                                                                                  | 袁德基   |
| 李彩玟 | 安勝祖 | 30初 | 南智善的隨行祕書 總是在南智善的身邊，像她的影子一樣移動，他負責處理所有的家務。與南智善不同，缺乏冷靜是他的缺點，但對於南智善來說，他是一個誠實且忠誠的知己。與南智善一起工作了很長的時間，心甘情願地犧牲自己的生命。        | 鄧燦陽   |
| 李榮鎮 |        |      | 洛坎達飯店的主廚 | 袁德基   |
| 金真   |        |      | 洛坎達飯店的花店職員 | 鄭家蕙   |
| 宋勳   |        |      | 智善的前夫，俊模的生父。 | 陳力航   |
| 裴琉璃 |        |      | 智善前夫的現任妻子。 | 陳凱婷   |
| 金菲菲 |        |      | 李廷宇的員工。 | 陳雪瑩   |
| 朴恩惠 |        |      | 世俊的媽媽，南智善的妹妹。 | 姜嘉蕾   |
| 朴佳英 |        |      | 廷宇的護士。 | 鄭家蕙   |
| 주연아 |        |      | 廷宇的護士。 | 楊婉潼   |
| 尹太仁 | 方世勇 |      | 廷宇的護士。 | 陳成港   |
| 민구경 |        |      | 南智善的隨行律師。 | 陳成港   |

### 黃娜昀周邊人物
| 演員   | 角色   | 年齡 | 介紹 | 粤語配音 |
| 朴昭怡 | 黃在仁 | 8    | 黃娜昀的女兒、HSC 國際學校 G1生 她是一個聰明的孩子，總是以冷靜、好奇、寬廣的個性環顧四周。性格開朗，也交到許多朋友，但最喜歡安伊燦。 | 顧詠雪   |
| 朴英福 |        |      | 黃娜盷的父親 | 陳力航   |

### 車道英周邊人物
| 演員   | 角色   | 年齡   | 介紹 | 粤語配音 |
| 徐允赫 | 郭時宇 | 8      | 車道英的兒子、HSC 國際學校 G1生 狂妄、自大，但現實中單純又笨拙，沉迷於手機遊戲，對媽媽的過高期望既煩人又累贅。                                                         | 廖杏茵   |
| 崔星俊 | 郭尚健 | 30後半 | 遊戲公司 Nextgate 代表、車道英的丈夫 風險投資第3代出身的財閥，性格豪爽、多血質、自以為是，和演員車道英結婚後，曾作為明星情侶出名，但現在兩人因無法相互控制而焦急不已。 | 蔡威賢   |
| 金鎮燁 | 鄭微道 | 30中旬 | 愛沙龍餐廳的共同代表、花美男明星主廚 作為大眾熟知的著名帥廚，正如他的高人氣所證明的那樣，愛沙龍餐廳成為學校媽媽們的聚會場所。                                          | 陳成港   |
| 韓寶凜 | 韓昭希 | 20後半 | 演員，道英的宿敵。 | 石梓晴   |

### HSC 國際學校
| 演員      | 角色          | 年齡   | 介紹 | 粤語配音 |
| 禹賢珠    | 都珍雪        | 50中旬 | HSC 國際學校財團理事長 她只相信自己，是一個精打細算的人。她與學校周圍的人秘密聯繫，她是這裡發生所有事件的中心。 | 姜嘉蕾   |
| 尹仁祖    | 方永珠        | 40中旬 | 傳媒集團 KA Media 媳婦、諾亞的媽媽 她總是在談話中混合英語單詞，她與其他孩子的母親通過聚會建立了緊密的關係，並在該聚會中把自己視為「第二」，虎視眈眈的盯著第一的位置。是南智善丈夫整形外科的VIP會員。               | 陳凱婷   |
| 姜淵靜    | 成景娥        | 30初   | 國會議員的妻子、有彬的媽媽 她來自一個富裕的房地產家庭，個性吵鬧，是南智善丈夫整形外科的VIP會員。她是一個輕鬆健談的人，可以說是學校和聯排別墅的謠言來源。她的外表有一種自卑感，對身為演員的車道英有一種隱秘的敬意。 | 陳雪瑩   |
| 李正烈    | 韓健英        | 50後半 | HSC 國際學校校長 他愛孩子，對學校有很多感情，但作為只是一個名義上的校長，他對學校的工作並沒有權利。在都珍雪理事長的氣勢下，大多數人都聽從了她的意願。                                                              | 陳力航   |
| 李佳恩    | 瑞秋·曹       | 20後半 | HSC 國際學校 G1教師、安伊燦的班主任 加拿大僑胞出身。教師只是一種職業，下班後一律斷絕手機收到的聯繫，集中精力進行休閒生活的「工作平衡」確實是非常瀟灑、荒唐的千禧一代教師。                                         | 何凱怡   |
| 金城泰    | 艾力克斯·柯默 | 30多歲 | HSC 國際學校財團財務理事 是都珍雪理事長的親密助手，他對學校基金會和她的財務狀況瞭如指掌。表面上，他對每個人都很好，但實際上他冷酷無情，判斷力強，為了自己的利益選擇任何手段和方法。                                | 郭俊廷   |
| 車智媛    |               |        | HSC 國際學校員工 | 羅婉楓   |
| 全汝珍    |               |        | HSC 國際學校員工 | 顧詠雪   |
| 朴善珠    |               |        | 學生家長。 | 鄭家蕙   |
| 張宇妍    |               |        | HSC國際學校的音樂老師 |          |
| 金勇鎮    |               |        | HSC國際學校的行政部員工 | 陳力航   |
| David Lee | Simon Chen    |        | Maggie Chen的丈夫。 | N/A      |
| 金健宇    | Henry Chen    |        | Maggie Chen的兒子。 | N/A      |
|           |               |        | HSC國際學校的保健室職員 | 羅婉楓   |
| 金相日    |               |        | HSC國際學校的行政部員工 | 陳成港   |
| 尹福成    |               |        | HSC 國際學校的理事 | 羅偉亮   |
| 金成龍    |               |        | HSC 國際學校的理事 | 何家裕   |
| 全秀妍    |               |        | HSC國際學校的學生家長 | 顧詠雪   |
| 金蘭姬    |               |        | 接替娜昀的新任理事長。 | 廖杏茵   |

### 其他人物
| 演員                 | 角色    | 介紹 | 粤語配音                      |
| 權赫                 | 具龍會  | 濟州警察署刑事科刑事組警衛 一年前，他在負責遊艇失踪案時指出安智鎔的妻子宋汝蔚可能是罪魁禍首，但案件以“沒有指控”而告終。隨著時間的流逝，被分配到濟州警察署的具龍會再次見到了宋汝蔚……       | 羅偉亮                        |
| 徐正妍               | 沈愛順  | 聯排別墅 VIP 專屬女傭、傳統市場商人 從事海女生活30年，在聯排別墅服務員，抽空將採集到的物品賣到傳統市場，以此維持生活。 作為沒有家人和朋友孑然一身的人物，在島上發生的所有事情都一清二楚。 | 鄭家蕙                        |
| 鄭英珠               | 麥琦·陳 | 灣才集團會長 香港房地產和賭場富豪。 | 羅婉楓                        |
| 白智媛               |         | 選校中介 | 羅婉楓                        |
| 李子玲               |         | 伊燦轉校前的老師。 | 鄭家蕙                        |
| 李承亨               |         | 汝蔚的前事務所所長。 | 鄧燦陽                        |
| 洪石彬               |         | 愛順的同事。 | 鄧燦陽                        |
| 宣蔚宇               |         | 偵探。 | 蔡威賢                        |
| 김재흠               |         | 餐廳食客。 | 羅偉亮                        |
| 朴玉出               |         | 餐廳東主。 | 羅婉楓                        |
| 張佳賢               |         | 時裝店店員。 | 鄭家蕙                        |
| 洪大成               |         | 巡警。 | 郭湛深                        |
| 宋約瑟夫             |         | 刑警。 | 陳力航                        |
| 朴龍                 |         | 神父。 | 陳力航                        |
| 朴成煥               | 申刑警  | 刑警。 | 何家裕                        |
| 張俊昊               |         | 警察署長。 | 周鑫霆                        |
| 鄭賢錫               |         | 伊燦的主診醫生。 | 陳力航                        |
| 宋泰允               | 李民正  | 調查汝蔚家被擲大石一案的刑警。 | 簡懷甄                        |
| 金五福               |         | 家居保安公司的職員。 | 郭湛深                        |
| 김하랑               |         | 兒童心理學家。 | 陳雪瑩                        |
| 李重烈               |         | 裝修工人。 | 陳力航                        |
| 朴世勳               |         | 機場員工。 | 陳成港                        |
| 閔相宇               | 金律師  | 汝蔚的前同事。 | 郭湛深                        |
| 徐慧珍               |         | 汝蔚的前同事。 | 鄭家蕙                        |
| 金智秀               |         | 護士。 | 何凱怡                        |
| 林在根               |         | 為娜昀進行手術搶救的醫生。 | 陳力航（前期） 郭湛深（後期） |
| 鄭智賢               |         | 護士。 | 廖杏茵                        |
| 李鍾允               | 朴韓範  | 醉駕撞倒娜盷的重型車司機。 | 杜景煜                        |
| 崔利善               |         | 電視購物頻道的拍攝職員。 | 鄧燦陽                        |
|                      |         | 首爾北部警署署長。 | 黃尉斯                        |
| Daniel C. Kennedy    |         | 殺手。 | N/A                           |
| 吳基煥               |         | 審問南智善的檢察官。 | 陳力航                        |
| Bret Allan Lindquist |         | Maggie Chen派出的殺手。 | N/A                           |
| 李周榮               |         | 採訪汝蔚的記者。 | 陳凱婷                        |
| 朴恩榮               |         | 海女。 | 陳雪瑩                        |
| 金健鎬               |         | 非法捕魚人士。 | 陳力航                        |
| 宋哈林               |         | 非法捕魚人士。 | 袁德基                        |

## 原聲帶
- Part.1（發行日期：2021年9月14日）

| 曲序 | 曲目          | 演唱  | 时长 |
| ---- | ------------- | ----- | ---- |
| 1.   | Dawn          | Paige | 3:33 |
| 2.   | Dawn（Inst.） |       | 3:33 |

- Part.2（發行日期：2021年9月21日）

| 曲序 | 曲目                         | 演唱 | 时长 |
| ---- | ---------------------------- | ---- | ---- |
| 1.   | Ready For Your Love          | Kriz | 3:19 |
| 2.   | Ready For Your Love（Inst.） |      | 3:19 |

- Part.3（發行日期：2021年10月5日）

| 曲序 | 曲目          | 演唱         | 时长 |
| ---- | ------------- | ------------ | ---- |
| 1.   | Blue          | 溫流、Elaine | 3:51 |
| 2.   | Blue（Inst.） |              | 3:51 |

- Part.4（發行日期：2021年10月12日）

| 曲序 | 曲目                | 演唱  | 时长 |
| ---- | ------------------- | ----- | ---- |
| 1.   | Stay Alive          | SURAN | 3:07 |
| 2.   | Stay Alive（Inst.） |       | 2:54 |

## 收視率
| 集數       | 播出日期   | 標題                   | AGB收視率        | AGB收視率      |
| 集數       | 播出日期   | 標題                   | 大韓民國（全國） | 首爾（首都圈） |
| ---------- | ---------- | ---------------------- | ---------------- | -------------- |
| 1          | 2021/09/06 | 歡迎來到天堂           | 3.221%           | 3.445%         |
| 2          | 2021/09/07 | 陌生的地方，初識的朋友 | 3.379%           | 3.437%         |
| 3          | 2021/09/13 | 秘密與謊言             | 3.342%           | 3.286%         |
| 4          | 2021/09/14 | 與敵人同寢             | 3.986%           | 4.295%         |
| 5          | 2021/09/20 | 危險的交易             | 2.953%           | 3.195%         |
| 6          | 2021/09/21 | 無法挽回的             | 3.856%           | 4.171%         |
| 7          | 2021/09/27 | 暴風前夕已到來         | 4.193%           | 4.604%         |
| 8          | 2021/09/28 | 陷阱                   | 4.489%           | 4.983%         |
| 9          | 2021/10/04 | 最後的囑託             | 4.376%           | 4.283%         |
| 10         | 2021/10/05 | 某人在這裡             | 4.924%           | 4.859%         |
| 11         | 2021/10/11 | 留給你的東西           | 4.832%           | 5.192%         |
| 12         | 2021/10/18 | 預感從不會錯           | 4.254%           | 4.732%         |
| 13         | 2021/10/19 | 再見 我的朋友          | 4.922%           | 4.693%         |
| 14         | 2021/10/25 | 當惡魔呼喚我           | 4.792%           | 4.911%         |
| 15         | 2021/10/26 | 絕不原諒               | 5.079%           | 4.824%         |
| 16         | 2021/11/01 | 直到我們重逢           | 5.700%           | 5.781%         |
| 平均收視率 | 平均收視率 | 平均收視率             | 4.269%           | 4.418%         |

- 收視最低的集數以藍色表示，收視最高的集數以紅色表示，而空格則表示該集的收視沒有相關數據。

## 播出時間
| 頻道/影音  | 所在地 | 播出日期     | 播出時間              | 備註 |
| tvN        |        | 2021年9月6日 | 每週一、二 22:30 播出 |      |
| LINE TV    | 臺灣   | 2021年9月7日 | 每週二、三 上午跟播   |      |
| MyVideo    | 臺灣   | 2021年9月7日 | 每週二、三 上午跟播   |      |
| 愛奇藝     | 臺灣   | 2021年9月7日 | 每週二、三 上午跟播   |      |
| friDay影音 | 臺灣   | 2021年9月7日 | 每週二、三 上午跟播   |      |
| ViuTV      | 香港   | 2022年9月5日 | 每週一至五 20:30 播出 |      |
| 東森戲劇台 | 臺灣   | 2022年9月6日 | 每週一至五 21:00 播出 |      |

## 同時段競爭作品
- SBS 月火連續劇：《紅天機》
- KBS2 月火連續劇：《警察課程》、《戀慕》

## 外部連結
- 韓國tvN官方網站
- Daum上《High-class》的資料

| tvN 月火劇                                   | tvN 月火劇                                   | tvN 月火劇 |
| -------------------------------------------- | -------------------------------------------- | ---------- |
|                                              | High-class （2021年9月6日－2021年11月1日）   |            |
| 你是我的春天 （2021年7月5日－2021年8月24日） | 御史與祚怡 （2021年11月8日－2021年12月28日） |            |

| 香港 Now劇集台 每日 22:00 - 23:00                                               | 香港 Now劇集台 每日 22:00 - 23:00                    | 香港 Now劇集台 每日 22:00 - 23:00                   |
| ------------------------------------------------------------------------------- | ---------------------------------------------------- | --------------------------------------------------- |
|                                                                                 | High Class （2022年5月2日－2022年5月23日）           |                                                     |
| One the Woman （2022年4月7日－2022年5月1日）                                    | Chimera （2022年5月24日－2022年6月14日）             |                                                     |
| 香港 ViuTV 星期一至五 21:30－22:30 · 2022年10月1日 22:15－00:15（連續播映兩集） |                                                      |                                                     |
| 尾二一屆口罩小姐選舉（非戲劇節目） （2022年8月15日－2022年9月2日）              | High Class （2022年9月5日－2022年10月1日）           | 野人老師 （2022年10月3日－2022年10月21日）          |
| 香港 ViuTV 星期一至五 14:00－15:00 · 2023年10月2日 暫停播映                     |                                                      |                                                     |
| 衣袖紅鑲邊（重播） （2023年7月31日－2023年9月7日）                              | High Class（重播） （2023年9月11日－2023年10月11日） | 幽靈醫生（重播） （2023年10月12日－2023年11月16日） |

| 臺灣 東森戲劇台 星期一至五 21:00－22:00   | 臺灣 東森戲劇台 星期一至五 21:00－22:00                | 臺灣 東森戲劇台 星期一至五 21:00－22:00 |
| ----------------------------------------- | ------------------------------------------------------ | --------------------------------------- |
|                                           | High Class：親愛的謊言 （2022年9月6日－2022年10月5日） |                                         |
| 女王的家 （2022年7月27日－2022年8月25日） | 我的魯蛇舅舅 （2022年10月6日－2022年11月09日）         |                                         |